# Louis Champion de Cicé
Louis-Armand Champion de Cicé (1648-1727) est un missionnaire français, évêque de Siam, grand-oncle de Jérôme Champion de Cicé et de Jean-Baptiste-Marie Champion de Cicé. Né le 24 septembre 1648 au château de Cicé à Bruz, il est décédé à Juthia (Siam), le 1er avril 1727.

## Biographie
Fils d’un conseiller au Parlement de Bretagne, Sulpicien (13 janvier 1672), envoyé en Nouvelle-France à la mission iroquoise de Kenté, il évangélise les Goyogouins (1674). Membre des Missions étrangères de Paris (1681), évêque titulaire de Sabule (1681), il est envoyé en Chine puis devient vicaire apostolique de Siam en 1682 mais n'est consacré qu'en 1701.

## Succession apostolique
Louis Champion de Cicé a ordonné les évêques suivants :
- Évêque Jean-Jacques Tessier de Quéralay, M.E.P. (1723)